# Philonotis simplicissima
Philonotis simplicissima är en bladmossart som beskrevs av Kindberg 1889. Philonotis simplicissima ingår i släktet källmossor, och familjen Bartramiaceae. Inga underarter finns listade i Catalogue of Life.